# Panzerkampfwagen VI Tiger II
Le Panzerkampfwagen VI ou Sd.Kfz. 182 Panzer VI Ausf. B Tiger II, surnommé de façon officieuse Königstiger (« tigre royal », nom allemand du tigre du Bengale), est un char d'assaut allemand de la Seconde Guerre mondiale. Il est produit à 492 exemplaires entre novembre 1943 et mars 1945.
Malgré son appellation, ce n'est pas une version du Tigre I mais un char entièrement nouveau qui remplace ce dernier à partir de février 1944 au sein des bataillons de chars lourds de l'armée de terre (Heer) et de la Waffen SS. Mieux armé et mieux protégé que son prédécesseur, il amplifie cependant ses défauts (poids, complexité, manque de puissance, fiabilité). En effet, s'il est équipé d'un canon de 88 mm plus puissant et doté d'un blindage incliné très épais qui lui assure une protection supérieure, il est encore plus lourd que lui (70 tonnes contre 57), tout en étant équipé du même moteur. Son rapport poids-puissance est donc moindre : il est lent, peu mobile et il ne peut franchir tous les ponts. De plus, ses importants besoins en carburant, à un moment où l'approvisionnement du Reich en carburant de synthèse est de plus en plus contraint, limitent fortement ses capacités logistiques.  
Le Tigre royal peut affronter les blindés alliés les plus puissants, et notamment le IS-2 de l'Armée rouge (URSS) mais n'est produit qu'en faibles quantités. Enfin, son manque de mobilité et de fiabilité réduisent fortement son impact opérationnel, notamment parce que, du fait de son poids, la plupart des pannes ou immobilisations en territoire ennemi ou lors d'une retraite obligent les équipages à détruire leur char même quand il est réparable.
Son châssis a servi de base pour le Jagdtiger, un chasseur de char doté d'un redoutable canon de 128 mm.
Aujourd'hui une demi-douzaine de Tigre II restent visibles - généralement dans des musées. Seul celui du musée des Blindés de Saumur, en France, est en état de marche.

## Dénomination
Le modèle aboutissant à la production en série est appelé en interne chez Henschel d’abord VK 45.03 en octobre 1942 puis Tiger III entre décembre 1942 et février 1943 avant de devenir Tiger II en mars 1943. En parallèle, le Wa Prüf 6 nomme le même modèle Tiger III (VK 45.03) en octobre 1942, Henschel Tiger B en janvier 1943, Tiger II en mars puis à partir du 2 juin 1943 Panzerkampfwagen Tiger Ausführung B, parfois abrégé simplement en Tiger B. La désignation complète, utilisée notamment dans les manuels ainsi que dans les documents organisationnels et de maintenance, est toutefois Panzerkampfwagen Tiger (8,8 cm K.w.K L/71) (Sd.Kfz. 182). Le surnom Königstiger n’apparaît qu’en janvier 1945 dans un rapport du Ministère de l'Armement et des Munitions du Reich et n’a jamais eu ni de valeur officielle ni un usage important au sein des Panzertruppen,.
Les dénominations attachées au modèle de série produit par Henschel ne doivent pas être confondues avec celles des modèles conçus par Porsche. En effet, alors que l’entreprise utilise en interne la dénomination Typ 180, qui ne prête pas à confusion, le Wa Prüf 6 désigne ce même modèle sous les noms de VK 45.01 (P2) et VK 45.02 (P) en 1942 ou encore Panzerkampfwagen Tiger P2 en 1943. (VK signifiant Versuchs Kampffahrzeug, ou « véhicule de combat d’essai »).

## Historique

### Contexte
Bien que l’idée de produire un char lourd se soit fait jour chez les Allemands dès 1934, ce n’est qu’en 1937 que le développement débute sérieusement. Un contrat est d’abord attribué à l’entreprise Henschel & Sohn pour un char de trente tonnes et aboutit à plusieurs châssis expérimentaux : les Durchbruchswagen en 1937-1938 et le VK 30.01 (H) en 1938-1939. À partir de 1939, Henschel se trouve en outre en concurrence avec Porsche, qui produit son propre châssis expérimental, le VK 30.01 (P). Dans les deux cas, les tourelles et l’armement sont conçus par Krupp, qui parvient à faire en sorte de conserver le monopole face à son concurrent Rheinmetall. Faute de direction claire, le programme manque rapidement d'unité et il existe ainsi au printemps 1941 trois modèles différents : le VK 30.01 (H) armé du 75 mm KwK L/24, le Type 100 armé du 88 mm KwK L/56 et le VK 36.01 armé du Waffe 0725, un canon expérimental de 75 mm,.
Lors d’une réunion le 26 mai 1941, Hitler fixe de nouveaux objectifs ambitieux tant en termes de calendrier que de performances, Porsche et Henschel devant ainsi livrer avant le début de l’été 1942 six prototypes d’un char de quarante-cinq tonnes. Les deux entreprises rencontrent alors des difficultés sur l’armement : les performances attendues par Hitler imposeraient l’utilisation du canon Flak 41 de Rheinmetall, mais celui-ci ne s’adapte pas à la tourelle déjà conçue pour le 88 mm KwK 36 L/56 et il n’est pas possible de reprendre entièrement la conception de la tourelle dans les délais imposés. 
Finalement, le char produit en grande série à partir de l’été 1942, le Tigre, est le modèle VK 45.01 de Henschel avec la tourelle et le canon de 88 mm KwK 36 L/56 conçus par Krupp,.

### Développement
Ce premier Tigre n’est toutefois qu’un expédient pour les Allemands : aussitôt qu’il apparaît en septembre 1941 que le Flak 41 ne peut pas être monté dans la tourelle de Krupp, Hitler impose la conception d’un nouveau char équipé de ce canon. Porsche et Henschel sont alors mis en concurrence pour produire un châssis plus grand permettant de monter cette arme. La seconde évolution significative par rapport au Tigre I est l'adoption de blindage incliné (comme sur le T-34 et le Panther) qui, à épaisseur égale, offre une meilleure protection à la pénétration. 
Bien que la motorisation hybride essence-électrique du VK 45.01 (P) ait joué un grand rôle dans l’échec de Porsche pour la production du Tigre, le constructeur reprend ce principe pour son nouveau projet, le Typ 180 ou VK 45.02 (P), qui débute au début de l’année 1942. Quatre variantes supplémentaires sont conçues avant l’automne. Les Typ 180A et B conservent la motorisation essence-électrique, mais le constructeur explore également la possibilité d’utiliser une motorisation plus classique avec les Typ 181A, B et C, équipés de différents moteurs à essence ou gasoil. Les problèmes de motorisation persistent néanmoins et le contrat de production de cent exemplaires, accordé de manière anticipée à Porsche en février 1942, est annulé le 3 novembre. Le travail se poursuit toutefois sur trois prototypes, mais sans fixer de date de mise en production.
De son côté, Henschel fait quelques dessins d’un VK 45.02 (H) en avril 1942, mais, monopolisée par les problèmes de développement du Tigre, l’entreprise ne débute vraiment le développement de la nouvelle plateforme que vers la fin de l’été 1942 avec le VK 45.03 (H). Ce nouveau modèle est accompagné par un contrat pour la production de cent soixante-seize exemplaires, nombre qui est rapidement porté à trois cent cinquante exemplaires en novembre après l’annulation du contrat avec Porsche. La progression du projet reste toutefois handicapée par les ingérences d’Hitler. Celui-ci accroît ainsi le 3 janvier 1943 les exigences sur l’épaisseur du blindage, puis exige le 17 février qu’un maximum de composants soient mutualisés avec le futur Panther II. Ces changements sont pour certains poussés par Ferdinand Porsche, qui est proche de Hitler et peut ainsi gêner son rival Henschel, dont le châssis prend plusieurs mois de retard sur le calendrier de développement prévu. Pour sa part, Porsche dispose en février 1943 de trois prototypes du Typ 180 en passe d’être achevés, mais envisage de passer à une motorisation classique, ce qui retarde à une date indéfinie la mise en production.
Henschel et Porsche ne produisant que les châssis, la conception et la production de la tourelle reviennent à Krupp, qui s’occupe également d’adapter aux chars le canon Flak 41 de Rheinmetall. En pratique Krupp, qui est un concurrent direct de Rheinmetall, développe un nouveau canon, différent mais comparable sur le plan des performances, qui reçoit l'appellation de KwK 43 L/71,. Le premier modèle de tourelle est conçu au cours de l’année 1942 pour le châssis de Porsche et la production débute à l’automne 1942. Toutefois, étant donné les problèmes du modèle de Porsche, il est décidé le 7 décembre 1942 d’adapter les tourelles déjà produites sur le châssis de Henschel. Ce modèle de tourelle ne donne pas entièrement satisfaction du fait de l’avant arrondi qui risque de dévier un projectile vers le toit de la caisse, plus fin. Néanmoins, afin de ne pas ralentir la production, il est décidé en février 1943 de produire les cinquante premiers exemplaires avec cette tourelle - souvent appelée à tort tourelle Porsche - le temps que la conception de la tourelle définitive soit achevée.

### Production
Henschel achève son premier prototype en novembre 1943, puis deux autres prototypes et les trois premiers exemplaires de production en janvier 1944. Le retard est donc conséquent sur le calendrier établi en octobre 1942, qui prévoyait la livraison du premier exemplaire de série en septembre 1943. L’assemblage final est réalisé par Henschel dans son usine de Cassel. Celle-ci est la cible d’intenses bombardements entre septembre et octobre 1944, entraînant sa destruction à 95 % et l’arrêt presque total de la production. D’autres bombardements ont encore lieu par la suite, ralentissant la reconstruction malgré leur plus faible ampleur. Ainsi, alors que le calendrier prévoyait la production de 940 exemplaires entre septembre 1944 et mars 1945, seulement 283 sont effectivement produits, entraînant une perte nette de production de 657 Tigre B.

### Modifications
Comme son prédécesseur, le Tigre B fait l’objet de modifications tout au long de sa production, sans que celles-ci ne donnent lieu à la création d’une nouvelle version identifiée par une lettre. Toutes ces modifications ne sont pas forcément très visibles – il peut s’agir par exemple de changements de joints ou d’écrous, mais même les petits changements contribuent à considérablement améliorer la fiabilité du véhicule. Bien que les dates d’adoption de ces changements soient généralement connues, celles-ci ne correspondent que rarement à l’introduction réelle sur les véhicules produits : il est en effet courant que les fabricants épuisent d’abord le stock d’anciennes pièces, voire dans certains cas qu’ils utilisent les nouvelles pièces immédiatement, mais utilisent d’anciens composants en cas de pénuries.

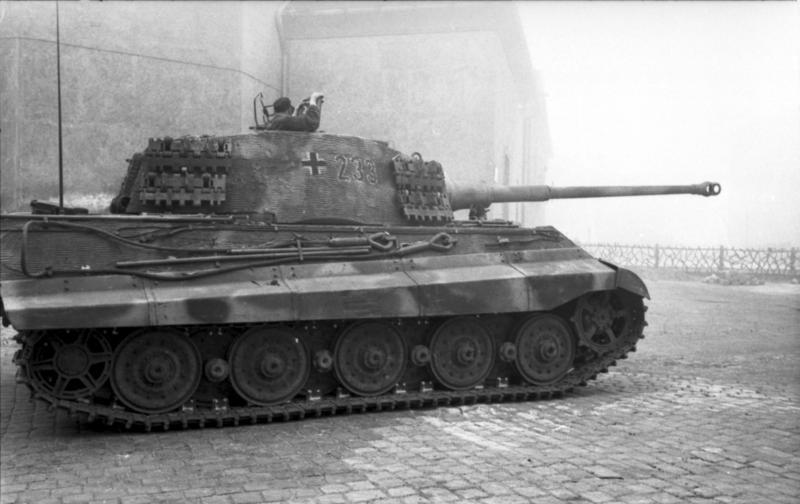
Un Tigre II à Budapest en octobre 1944.
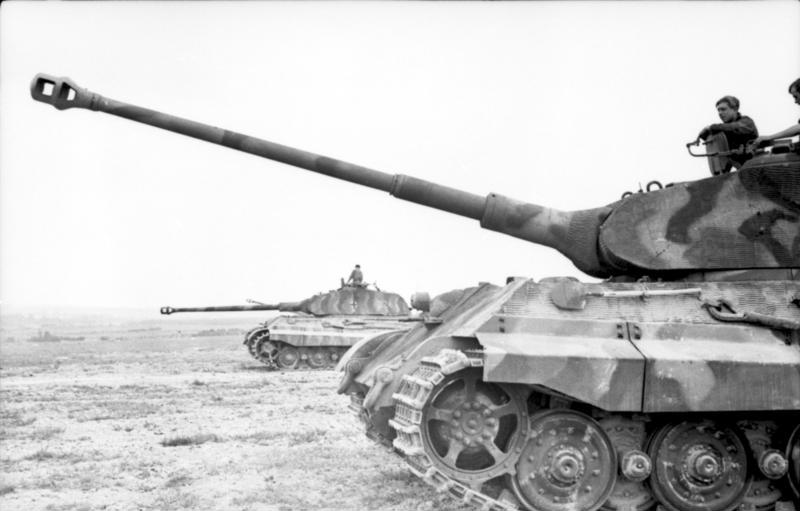
Deux Tigre II « tourelle première version » en France en juin 1944.
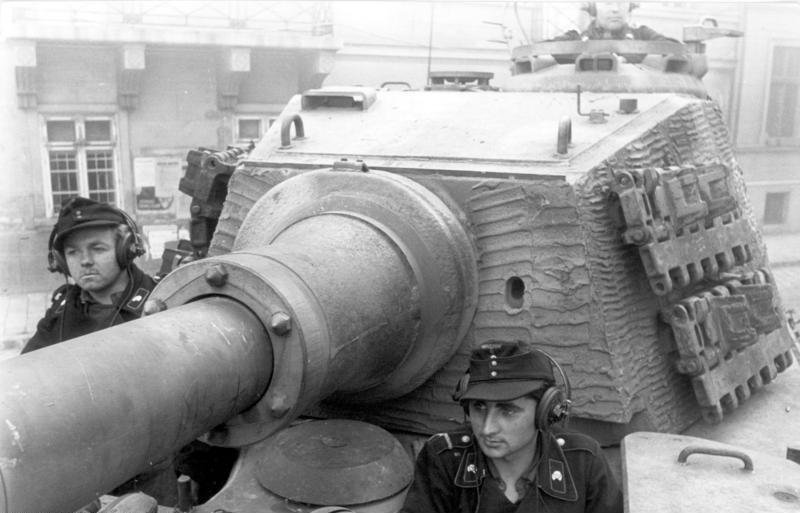
L'avant angulaire de la « tourelle de production » conçue par Krupp ; photo prise lors de l'opération Panzerfaust à Budapest, le 15 octobre 1944. Le revêtement Zimmerit brut du char est visible. Il est utilisé pour empêcher les mines magnétiques d'adhérer à l'armure du char.
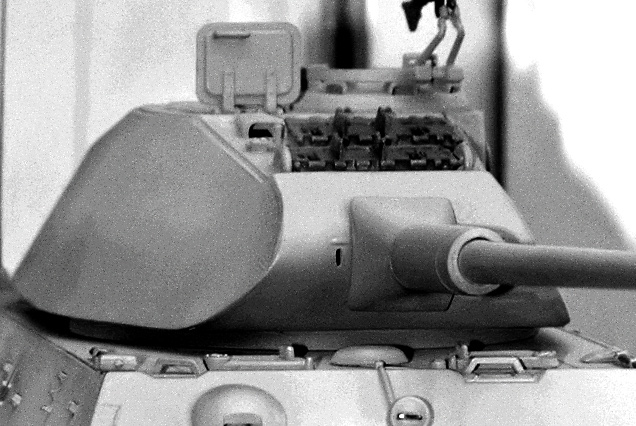
Un modèle représentant l'avant incurvé de la première version de la tourelle Krupp (souvent appelée à tort "tourelle Porsche").

## Histoire opérationnelle
Comme son prédécesseur, le Tigre II n'est pas endivisionné. Il le remplace dans les schwere Panzer Abteilungen, ou bataillons de chars lourds autonomes. 150 exemplaires sont livrés à des unités de la Waffen-SS, tous les autres sont affectés à l'armée de terre (Heer). Ils arrivent sur le front en février 1944.
Leur premier engagement a lieu autour de Minsk en mai de la même année. Leur impact cependant limité, à cause des restrictions en carburant, des problèmes techniques et des pannes, et de l'efficacité de l'aviation d'attaque au sol alliée.

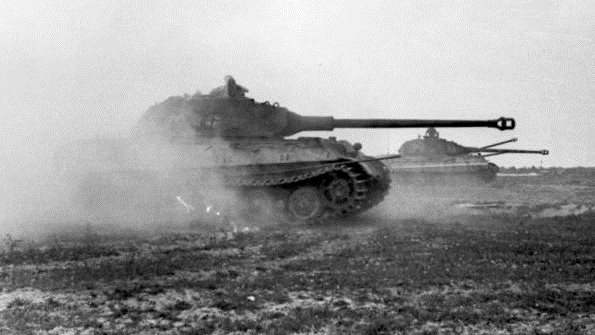
Königstiger en France, Juin 1944

Une des premières utilisations au combat du Tiger II à l'Ouest est celle de la 1re Compagnie du 503e « s.H.Pz.Abt » lors de la bataille de Normandie, s'opposant à l'opération Atlantic entre Troarn et Demouville le 18 juillet 1944. Deux sont perdus au combat, tandis que le char du commandant de compagnie reste irrémédiablement piégé après être tombé dans un cratère de bombe créé lors de l'opération Goodwood. Lors de la bataille de Normandie, certains Königstiger sont même engagés par des croiseurs.
Sur le front de l'Est, il est également utilisé le 12 août 1944 par le 501e s.H.Pz.Abt faisant face à l'offensive de Lvov-Sandomierz où il attaque la tête de pont soviétique sur la Vistule près de Baranów Sandomierski. Sur la route vers Oględów, trois Tiger II sont détruits dans une embuscade par quelques T-34-85. À la suite de pertes causées par l'explosion d'obus stockés à l'arrière de la tourelle, la capacité de stockage du véhicule est réduite à 68. Jusqu'à quatorze Tiger II du 501e sont détruits ou capturés dans la zone entre le 11 et le 14 août lors d'embuscades et d'attaques de flanc par des chars soviétiques T-34-85 et IS-2 et des canons d'assaut ISU-122 sur un terrain sablonneux peu favorable. La capture de trois Tiger II opérationnels permet aux Soviétiques d'effectuer des tests à Kubinka et d'évaluer les forces et les faiblesses du char.
Le 15 octobre 1944, les Tiger II du 503e bataillon de panzers lourds jouent un rôle crucial lors de l'Opération Panzerfaust, en soutenant les troupes d'Otto Skorzeny dans la prise de la capitale hongroise, Budapest, ce qui garantit le maintien du pays dans l'Axe jusqu'à la fin de la guerre. Le 503e participe ensuite à la bataille de Debrecen, restant sur le théâtre d'opérations hongrois pendant 166 jours, période pendant laquelle il détruit au moins 121 chars soviétiques, 244 canons antichar et pièces d'artillerie, cinq avions et un train, ratio avantageux comparé à la perte de 25 Tiger II ; dix sont détruits par les troupes soviétiques et incendiés, deux sont renvoyés à Vienne pour une révision en usine tandis que treize sont détruits par leurs équipages pour diverses raisons, généralement pour les empêcher de tomber entre les mains de l'ennemi.

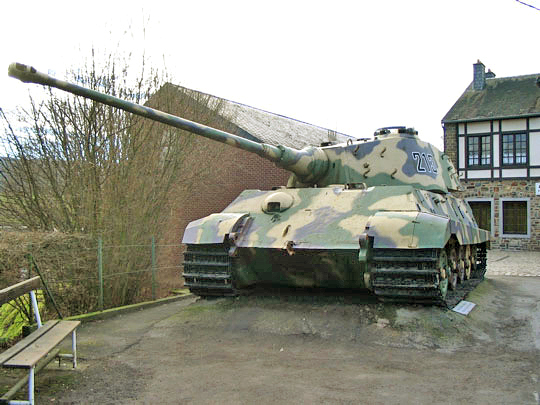
Le « Tigre II » de La Gleize en Belgique, qui participa à l'offensive des Ardennes pour la colonne Peiper. La colonne fut stoppée et le char d'assaut définitivement abandonné sur place à La Gleize le 24 décembre 1944.

Le Tiger II est également engagé en nombre important, soit quatre bataillons de panzers lourds, lors de l'Offensive des Ardennes de décembre 1944. Au moins 150 Tiger II sont présents, soit près d'un tiers de la production totale ; la plupart sont perdus au cours de l'offensive.
Certains Tigre II combattent également lors de l'Offensive Vistule-Oder et les Offensive de Prusse-Orientales en janvier 1945, ainsi que l'Offensive du lac Balaton allemande en Hongrie en mars 1945, la bataille de Seelow en avril 1945 et la bataille de Berlin à la fin de la guerre.
Le 503e s.SS Pz.Abt revendique environ 500 victimes entre janvier et avril 1945 sur le front de l'Est pour la perte de 45 Tiger II, pour la plupart abandonnés et détruits par leur propre équipage à la suite de pannes mécaniques ou par manque de carburant.
Le dernier char de la guerre à être détruit est aussi un Tigre Royal, saboté par son équipage à la suite d'un problème mécanique, le 10 mai 1945, en Autriche.

## L’héritage des Tigre
Après la guerre, les principaux modèles mis en service sont davantage comparables – sur le plan du poids - au Panther qu’au Tigre et a fortiori au Tigre II (Centurion britannique, M46, M47 américains) ou même plus légers pour les chars soviétiques (T-54, T-55). Ils sont armés d’un canon de calibre égal ou supérieur à celui du Tigre II (90 à 105 mm) mais restent considérés comme des chars moyens. Le char lourd, lui, n'est plus une priorité car, comme le constate la majorité des états-majors, s'il procure un gain d'efficacité de 20 à 30% par rapport au char moyen, il coûte deux fois plus cher. Les différents programmes de chars lourds sont soit abandonnés après une production limitée (IS-3, IS-4 puis T-10 soviétiques, M-103 américain ou  Conqueror britannique) soit annulés comme l'AMX-50 français .      
Les différents concepts de char (char moyen, char lourd, char de rupture, char d'infanterie ou de cavalerie etc.) fusionnent après la guerre sous l'appellation de Char de bataille principal (Main Battle Tank) . Il faudra attendre les années 1970 pour que le poids de ces tanks atteigne à nouveau ou dépasse celui du Tigre II, mais avec des motorisations deux fois plus puissantes.

## Caractéristiques

### Mobilité

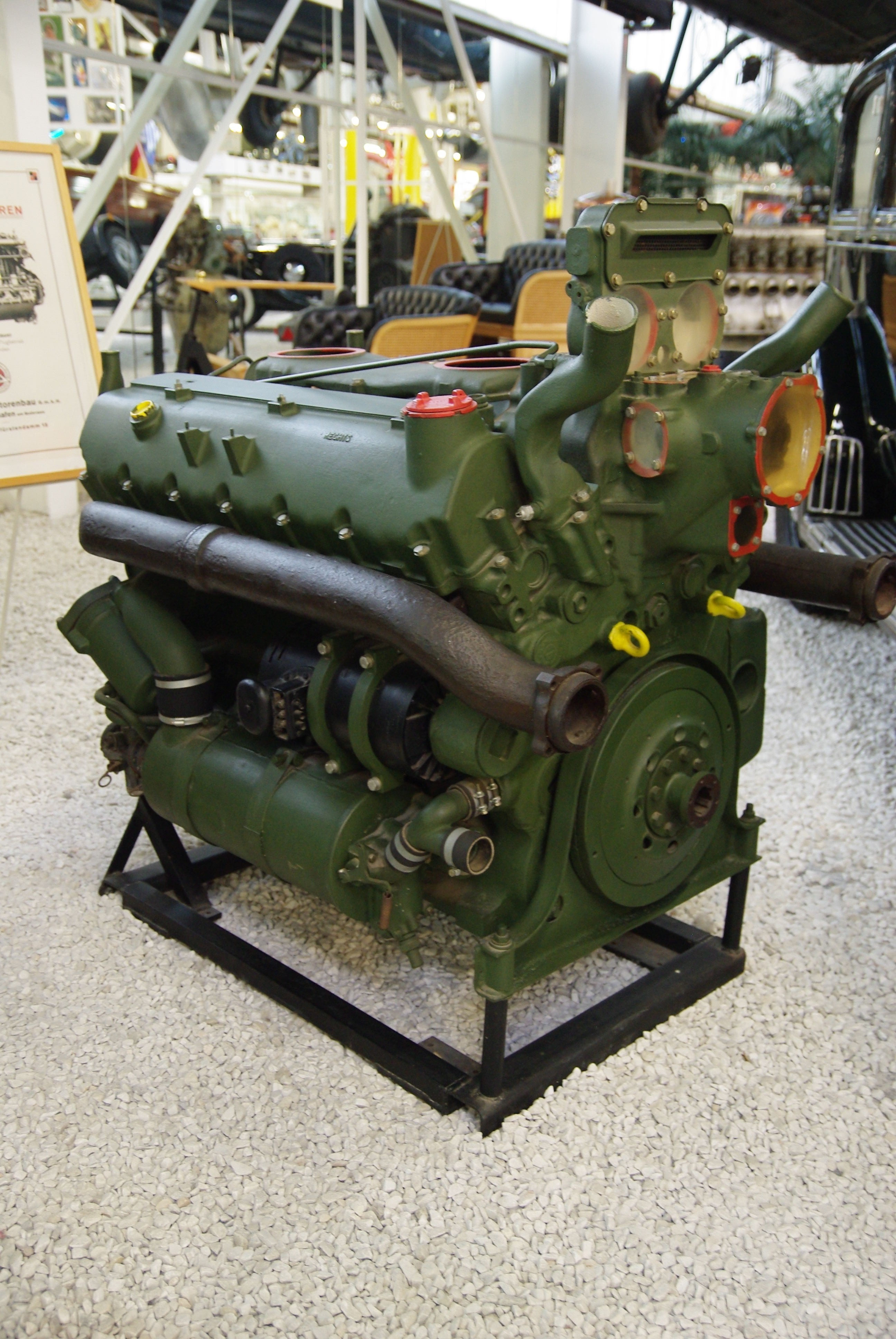
Moteur Maybach HL 230 au Technikmuseum Sinsheim

Pour déplacer une telle masse de métal, le plus puissant moteur de char de l'époque lui-même se montre un peu faible : le Maybach HL 230 P30 12 cylindres de 700 ch, suffisant pour le Panther de 45 tonnes, supporte mal les 25 tonnes supplémentaires. Pour tenter de résoudre ce problème, les ingénieurs lui accouplent une boîte de vitesses très complexe, avec huit rapports avant et quatre rapports arrière, afin de démultiplier les efforts et de permettre au mastodonte de se déplacer convenablement.
Ils mettent aussi au point un différentiel de chenille permettant au char de tourner sur place, caractéristique encore rare à l'époque, mais très utile pour compenser la relative lenteur de la tourelle et favoriser la présentation du blindage avant en cas de danger repéré à temps. Les ingénieurs mettent au point un système de train de roulement permettant d'éviter, à l'inverse du Tigre I, que les chenilles ne s'enrayent avec la boue, la glace et les rochers. À l'usage, ce système s'avère cependant plus délicat à entretenir.
Comme pour le Tigre I, deux jeux de chenilles sont prévus : une paire de 660 mm pour le transport sur rail, et une paire de 800 mm pour le combat. Ces chenilles larges procurent au char une bonne tenue en terrain instable, comme la boue, malgré son poids énorme, en générant une pression au sol assez faible. 
Avec un ratio de seulement 10 chevaux à la tonne, le char souffre d'un cruel manque de mobilité, compensé en partie par un couple moteur HL230P30 de 1850 N.m. Sa vitesse plafonne à 38 km/h sur route, et moins de 20 km/h en tout terrain. Sa consommation de 500 L aux 100 km lui procure malgré tout une autonomie de 170 km sur route, à peu près équivalente à celle des autres chars alliés, mais au prix d'un emport en carburant bien supérieur. Le char reste cependant trop lourd pour la majorité des ponts de l'époque, réduisant de beaucoup sa mobilité tactique, et sa disponibilité ne peut être obtenue qu'au prix d'une maintenance constante que l'Allemagne n'est plus en mesure d'assurer, surtout à partir de la seconde moitié de 1944. Les efforts sur la transmission dus à son poids, et la mauvaise qualité des métaux utilisés pour sa construction provoquent ainsi de nombreuses pannes. 

### Blindage

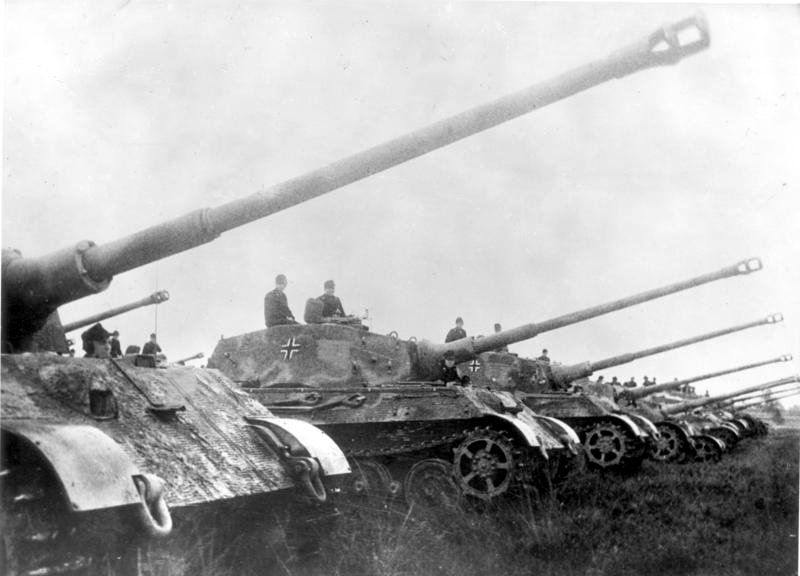
Un rassemblement de Tiger II tourelle « de production » (voir la vidéo correspondante dans la section Liens externes).

La protection du Tigre II repose sur un blindage homogène laminé incliné de grande épaisseur. Celle-ci représente un défi technique, dans le sens où plus l’épaisseur d’une plaque d’acier est importante, plus il est difficile d’assurer l’homogénéité de la structure interne du métal. Or cette homogénéité influe considérablement sur la résistance du blindage et sa capacité à ne pas se fracturer lors de l’impact de projectiles. À cette fin, les Allemands ajoutent du chrome et du molybdène, mais le bombardement systématique des usines par les alliés ne permet pas toujours de réaliser le long processus de forgeage du métal dans de bonnes conditions et certaines plaques sont de moins bonne qualité. Ces plaques ont en particulier tendance à se fragmenter lors de l’impact d’un projectile, c’est-à-dire que, même en l’absence de pénétration, des fragments de métal se détachent de la paroi intérieure et sont projetés à haute vitesse à travers l’habitacle, blessant ou tuant l’équipage. Par ailleurs, vers la fin de la guerre, les Allemands, confrontés à la pénurie de certains métaux, doivent remplacer le molybdène par du vanadium.
Tigre II tourelle « première version » :
- 110 mm en frontal de tourelle incliné de 0 à 55° (jusqu'à 200 mm de blindage effectif)
- 150 mm pour le glacis incliné à 50° (~195 mm de blindage effectif)
- 100 mm pour le bas de caisse
- 80 mm sur les latéraux

Tigre II, tourelle « de production » :
- 180 mm en frontal de tourelle incliné à 9° (200 mm sur le masque du canon.)
- 150 mm pour le glacis incliné à 50° (~195 mm de blindage effectif)
- 100 mm pour le bas de caisse
- 80 mm sur les latéraux

Seules quelques armes de l'époque peuvent percer ce type de blindage, et seulement à très courte portée. Les canons 76,2 mm Ordnance QF 17 pounder des Sherman Firefly, Achilles et Comet, 90mm M3 L/52 du M26 Pershing, 85 mm M1939 du T-34/85, 100 mm D-10S L/54 du SU-100 et 122 mm A-19 du IS-2, peuvent être de dangereux adversaires, surtout lors d'attaques par les flancs ou sur l'arrière.

Un témoignage d'un chef de char de la 2e DB US, en 1945, ne laisse pas de zone d'ombre sur la considération des alliés pour ce char : 

« Un jour un Tigre Royal me repéra à 150 mètres et mit mon char hors de combat. Cinq de nos tanks ouvrirent le feu sur lui, de 200 à 600 yards (180 à 540 mètres). Six obus touchèrent le Tigre de face et ricochèrent sur sa cuirasse. L'engin recula et disparut dans la forêt. Si nous avions eu des chars comme ceux-là, nous serions tous rentrés chez nous aujourd'hui. »

### Armement et équipement

#### Armement principal

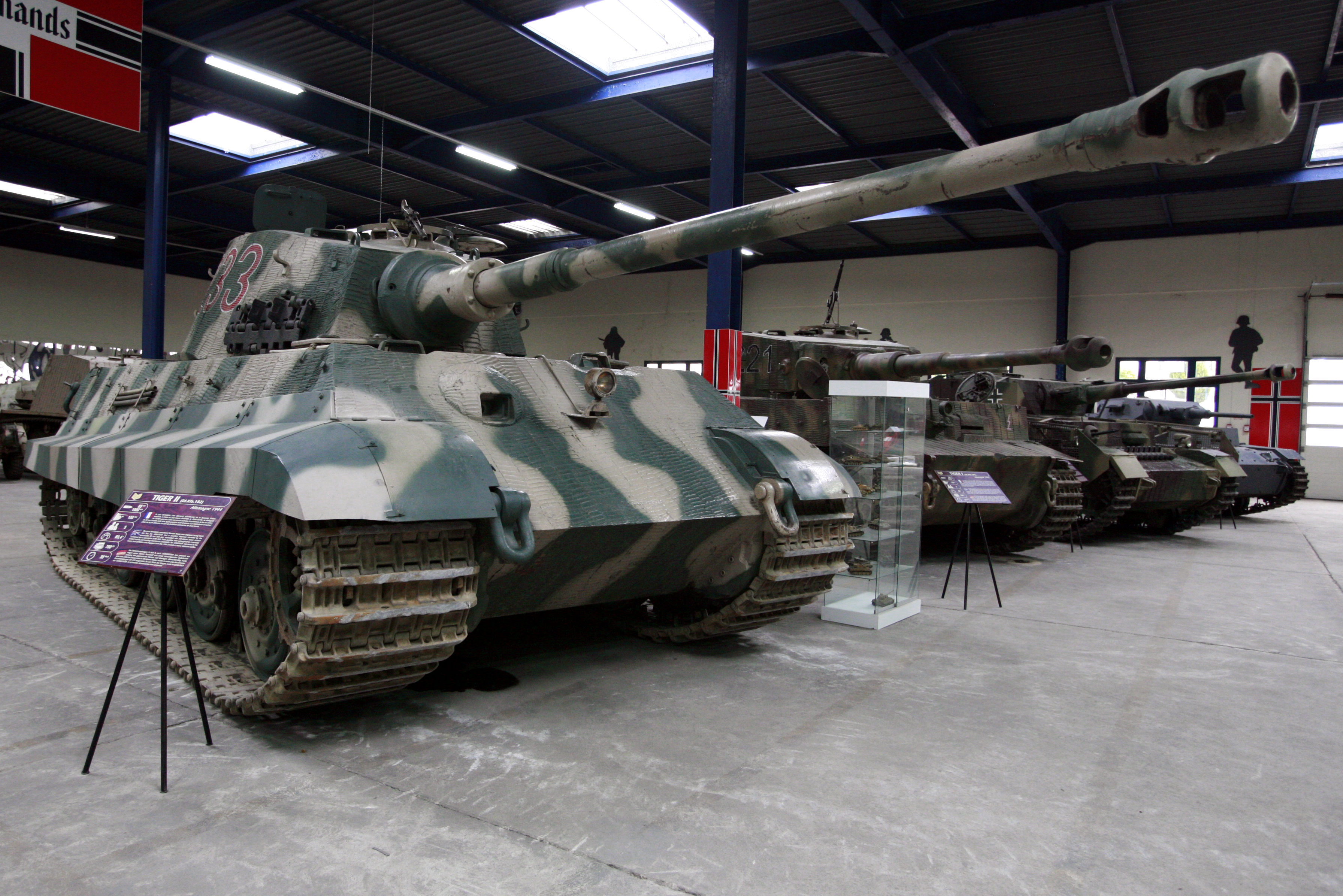
Le Tigre II est armé d'un canon de 88mm

Le Tigre II est armé d'un canon de 88 mm de 71 calibres de longueur (KwK 43 L/71, fût de 6,30 mètres), comparé aux 88 mm 56 calibres du Tigre I (KwK 36 L/56). La portée effective de ce canon est de dix kilomètres. Il peut percer le blindage frontal d'un char T-34/85, d'un Sherman M4 A1 ou d'un Cromwell à 3,5 km, au-delà même de la portée des canons de ces chars. L'optique de visée du canon est elle aussi à la hauteur de ces extraordinaires caractéristiques balistiques. À titre indicatif, le canon du Königstiger perfore entre 132 et 153 mm de blindage incliné à 30° à 2 000 m de distance.
Le viseur monoculaire Turmzielfernrohr 9d permet un grossissement de 3× ou de 6×.  Les gravures en triangles permettent au tireur d’évaluer la distance de la cible et sa vitesse de mouvement avec l’aide d’abaques également gravées sur le verre. L’acquisition des cibles se fait en deux temps. Le canon est d’abord pointé dans la direction générale de la cible en utilisant le moteur hydraulique de la tourelle ; celui-ci nécessite que le moteur du char fonctionne et du régime de ce dernier dépend la vitesse de rotation, un rotation complète prenant dix-neuf secondes à 2 000 t/m et moins de dix secondes à 3 000 t/m. Le tireur ajuste ensuite précisément la cible manuellement à l’aide de volants.

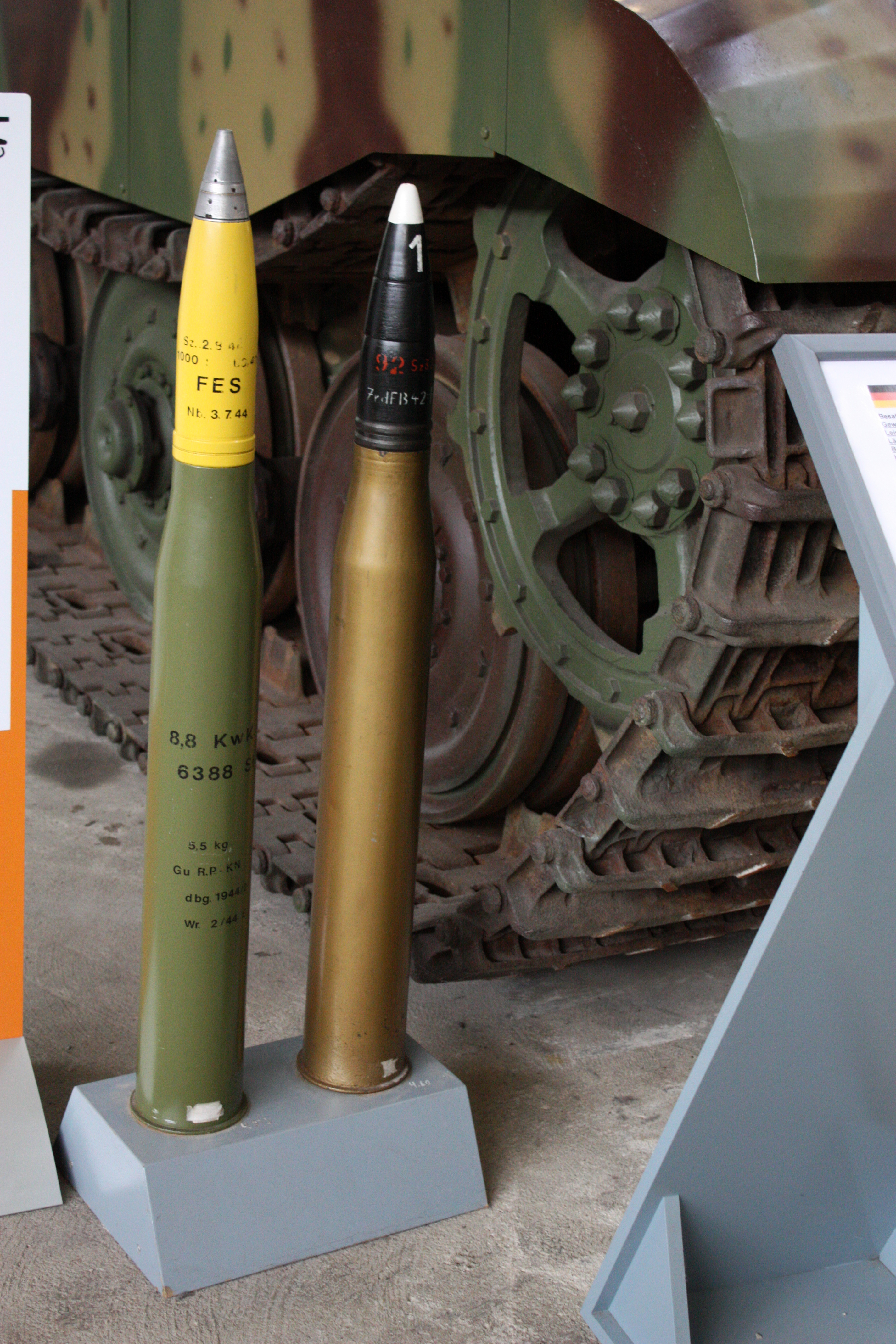
Munitions Granatpatrone 88x822-mm

Le nombre maximum d’obus pouvant être embarqués à bord est de quatre-vingts avec la première version de la tourelle et quatre-vingt-six avec la seconde version, le manuel recommandant de répartir le stock équitablement entre obus explosifs et obus antichars. Ces derniers peuvent être de plusieurs types. Le plus courant est le Pzgr.39/43, un obus perforant doté d’une charge explosive et conçu pour pénétrer le blindage de la cible grâce à l’énergie cinétique avant d’exploser à l’intérieur. Le second type est le Gr.39/43 HL, un obus à charge creuse moins performant contre les véhicules blindés que le Pzgr.39/43, mais plus polyvalent du fait de la quantité d’explosif plus importante ; de ce fait il remplace parfois une partie des obus explosifs dans la dotation. Enfin, le Pzgr. 40/43 est un boulet sous-calibré dont le projectile est un perforateur en tungstène ; très performant, il est également rare en raison de la faible disponibilité de ce métal et n’est donc embarqué qu’en faible quantités et réservé à l’attaque des chars lourds. 
Les performances brutes mesurées sur champ de tir sur des plaques d’acier inclinées à 30° montrent que l’obus Pzgr 39 peut les perforer sur une épaisseur de 165 mm à une distance de 1 000 m et encore de 132 mm à 2 000 m. Avec le Pzgr 40, ces valeurs sont portées à respectivement 193 et 530 mm. De par sa nature même, le Gr 39 HL peut perforer 90 mm de blindage, quelle que soit la distance. Par comparaison, le blindage frontal de la caisse du M4 Sherman n’est que de 51 mm et celle de l’IS-2, un des plus redoutables adversaires du Tigre II, est de 120 mm,. D’après le manuel du Tigre, en situation de combat il est possible de toucher avec le Pzgr 39 une cible de 2 m de côté avec une précision proche de 100 % jusqu’à 1 000 m. Celle-ci est toutefois divisée par deux à 2 000 m et atteint 23 % à 3 000 m, une performance respectable pour l’époque. Du fait de sa vélocité supérieure, le Pzgr 40 bénéficie d’une précision légèrement supérieure.
Krupp proposa en novembre 1944 de réarmer le Tigre II avec le canon de 10.5 cm KwK 46 L/68, stabilisé, associé à un télémètre Zeiss. Cette proposition sera refusée le 20 janvier 1945 car cela aurait nécessité de trop nombreuses modifications de la tourelle et aurait compliqué la logistique, de plus la cadence de tir aurait été diminuée ainsi que l'emport en munitions, en raison de la taille et du poids des projectiles de 105 mm.

## Variantes
La principale variante du Tigre B est sa version de commandement, dont le nom officiel est Panzerbefehlswagen Tiger Ausführung B. Cette version est pratiquement identique au Tigre B standard, dont elle se distingue essentiellement par la présence de davantage d’équipement radio, au prix toutefois de l’emport en munitions, réduit à soixante trois obus. La version de commandement est elle-même subdivisée en deux sous-versions : le Sd.Kfz. 267 embarque un émetteur-récepteur FuG 8 en plus du FuG 5 standard ; le Sd.Kfz 268 embarque lui un émetteur-récepteur FuG 7. Les deux versions sont identifiables à leurs antennes : les deux comportent une antenne sur le toit de tourelle et une sur le panneau arrière, cette dernière étant en étoile pour le Sd.Kfz. 267 et droite pour le Sd.Kfz 268.

## Exemplaires survivants
Le dernier de ces chars à être maintenu en état de marche est exposé au musée des blindés de Saumur. Certaines années, il est possible de le voir en démonstration, dans un tableau historique mis en scène et interprété par les Cadets de l'École de Cavalerie de Saumur, lors du Triomphe de l'école qui a lieu annuellement au début de l'été. Une présentation dynamique de ce blindé a été faite les 30 et 31 mai 2009 devant ce musée. On peut aussi le voir rouler certaines années au Militracks.
Aujourd'hui, on peut également voir ce char :
- au musée Général-George-Patton (en) de Fort Knox, dont les blindés auraient été déplacés à Fort Benning en Géorgie pour suivre l’École de l'arme blindée américaine (en), États-Unis ;
- au musée des blindés de Bovington, Royaume-Uni ;
- au musée des blindés de Munster (Basse-Saxe), Allemagne ;
- au musée « Décembre 44 » de La Gleize, Belgique ;
- au musée militaire Suisse (en), le musée du fort de Reuenthal, Suisse[42] ;
- au musée des blindés de Koubinka, près de Moscou, Russie.

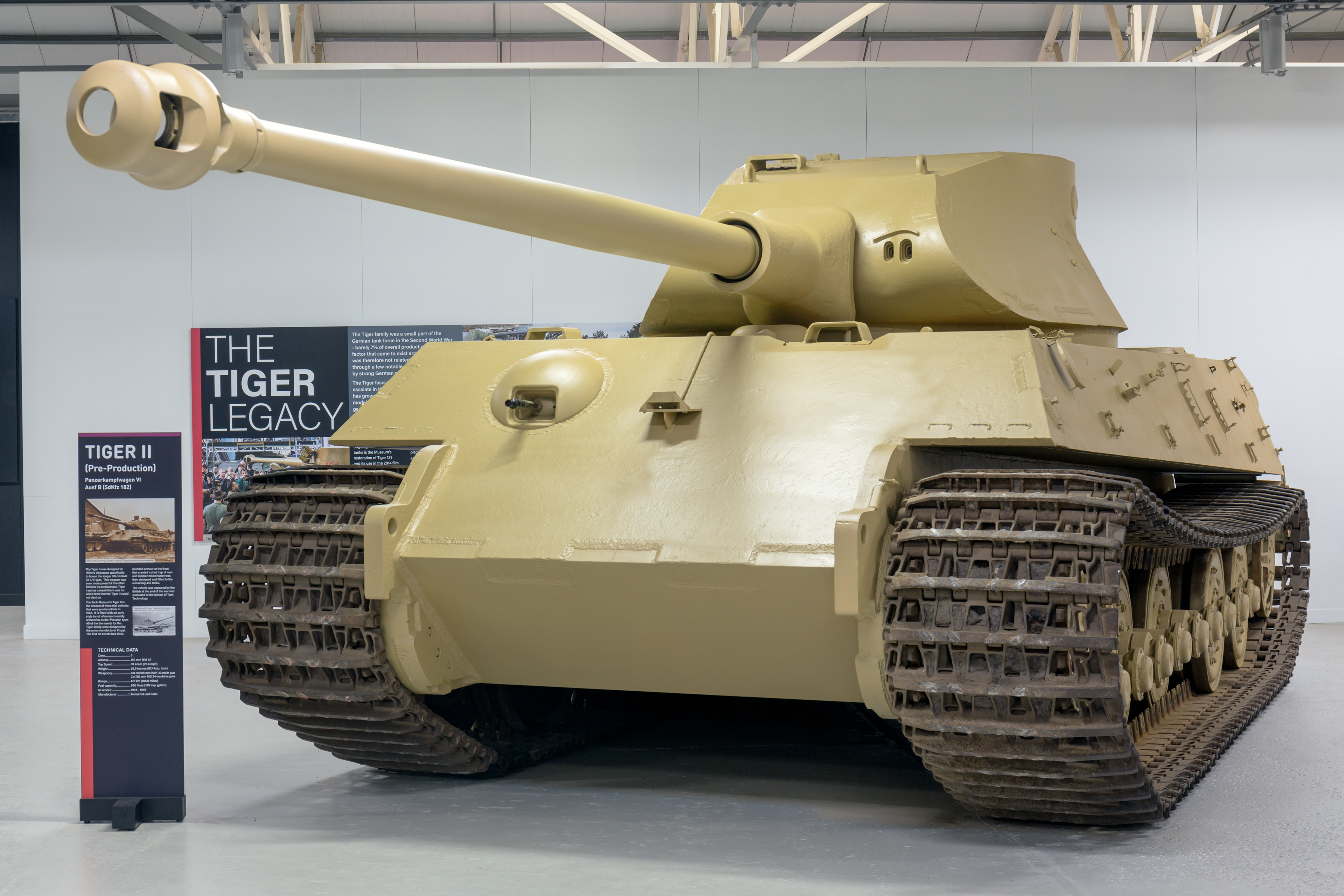
Le prototype de Tigre II du musée des blindés de Bovington, exposé en 2017.
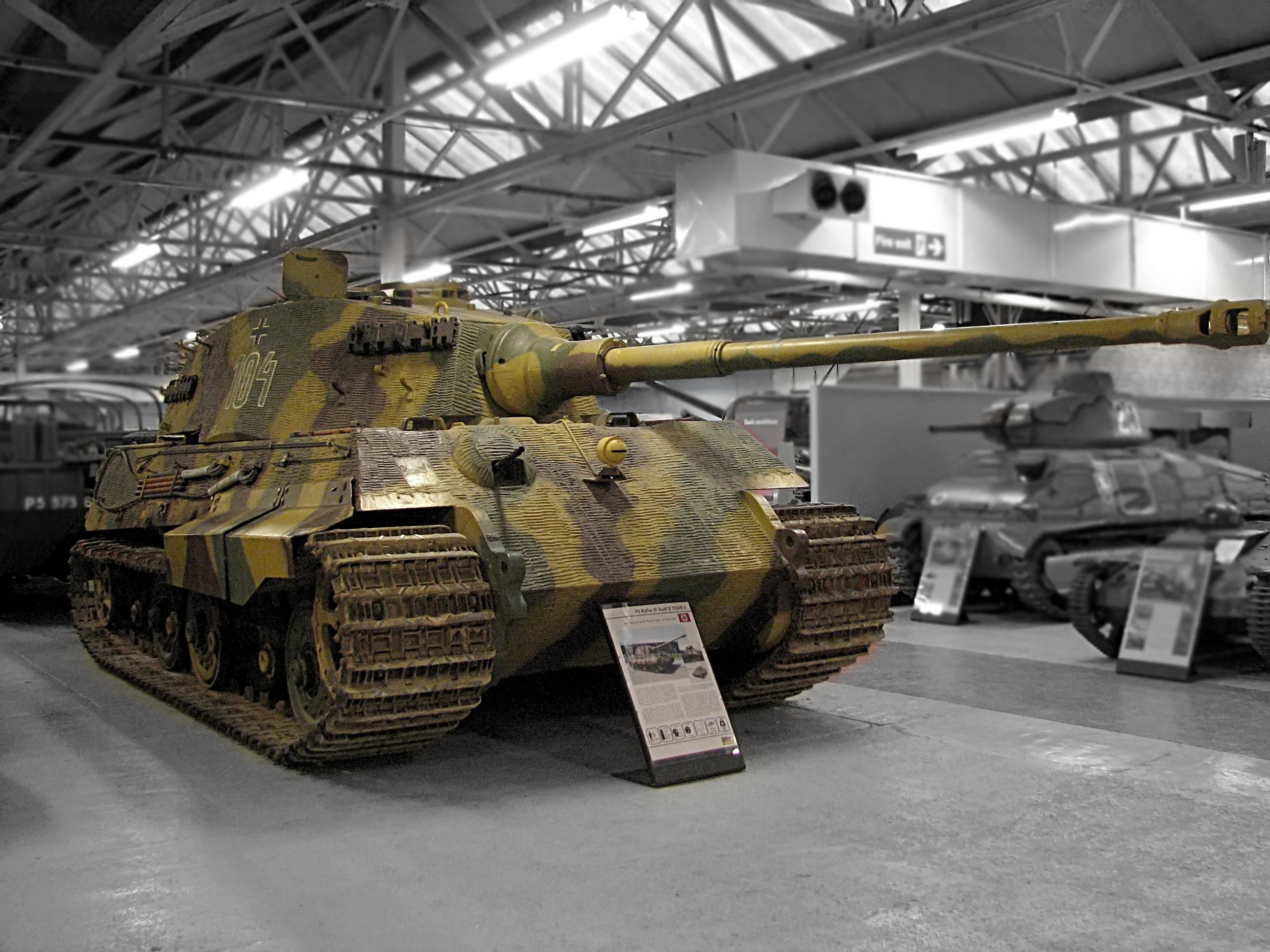
Un Tigre II camouflé, exposé au musée des blindés de Bovington. Le canon surplombe la proue du char de plusieurs mètres.
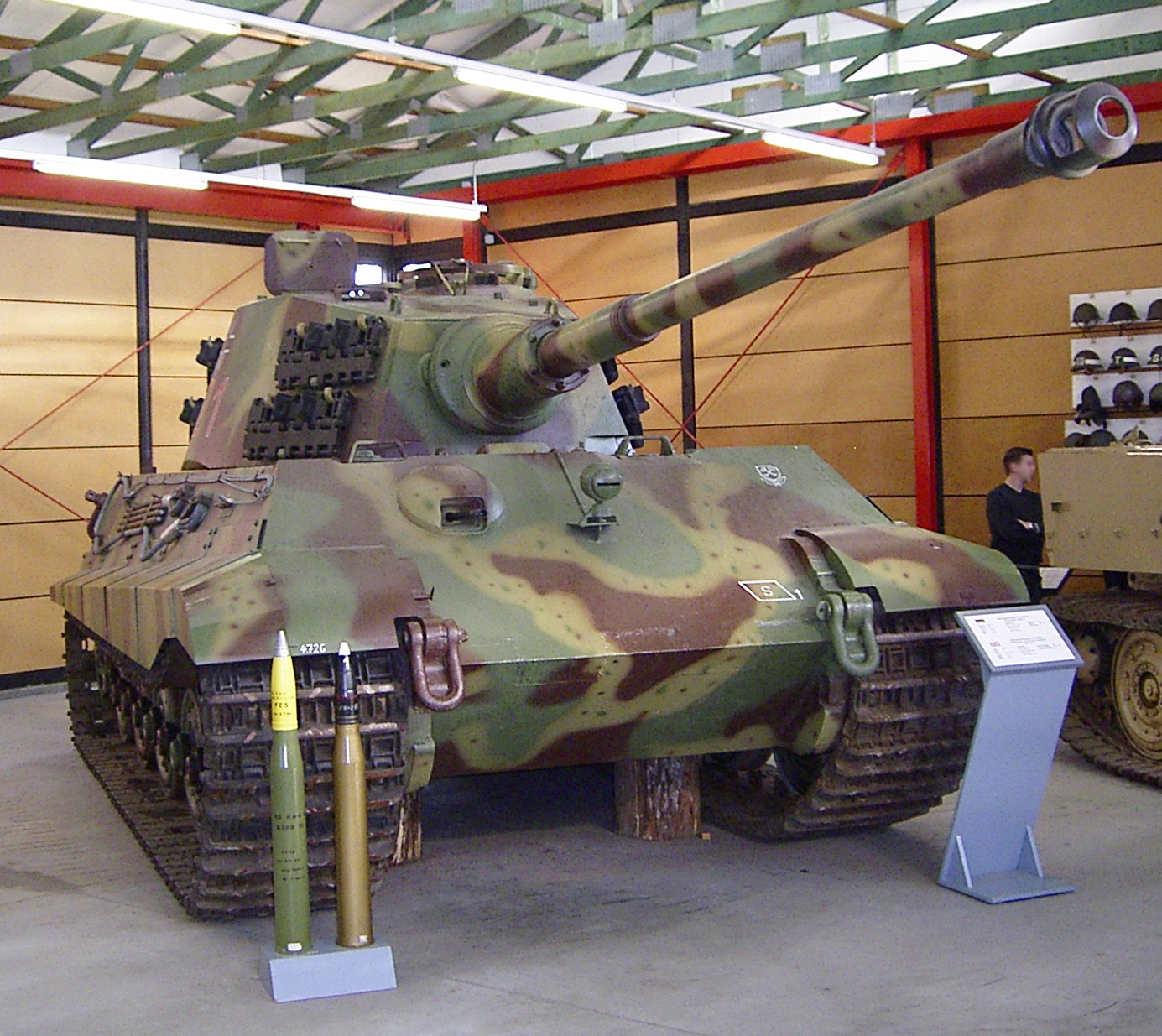
Tigre II exposé au musée de Munster.
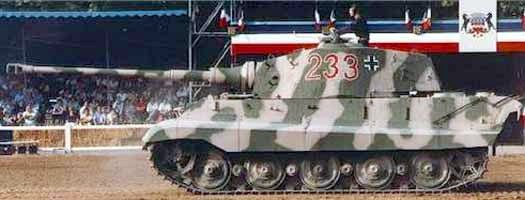
Le Tigre II en état de marche du musée des blindés de Saumur, exposé en 2005.
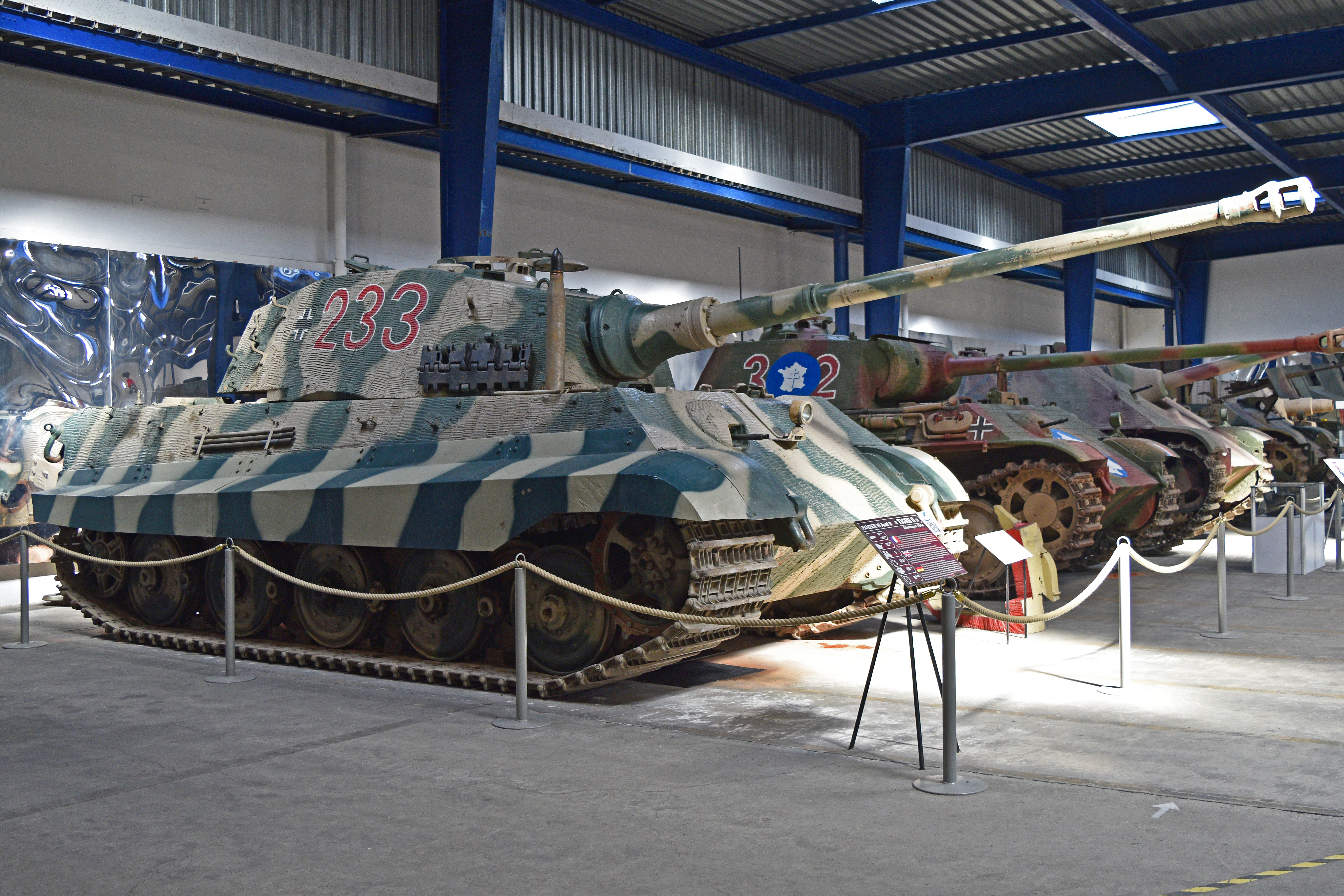
Tiger II ‘233’ au Musée des Blindés de Saumur en 2022
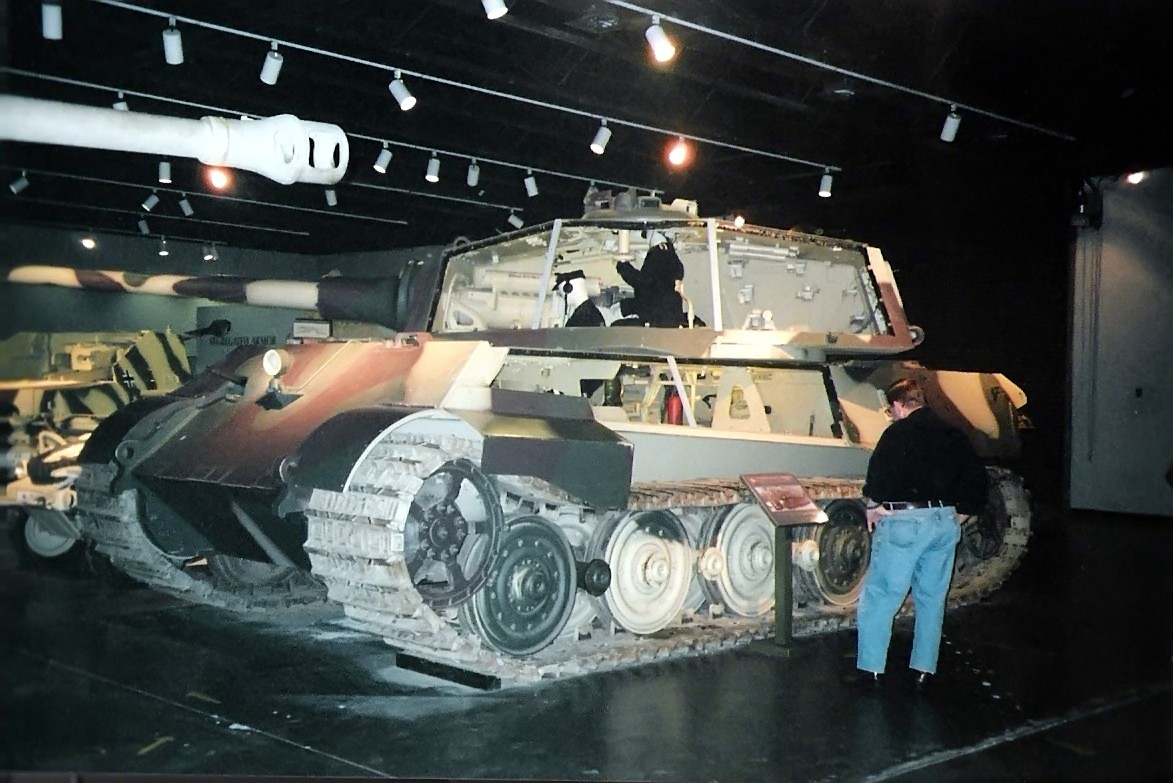
KingTiger au musée Patton
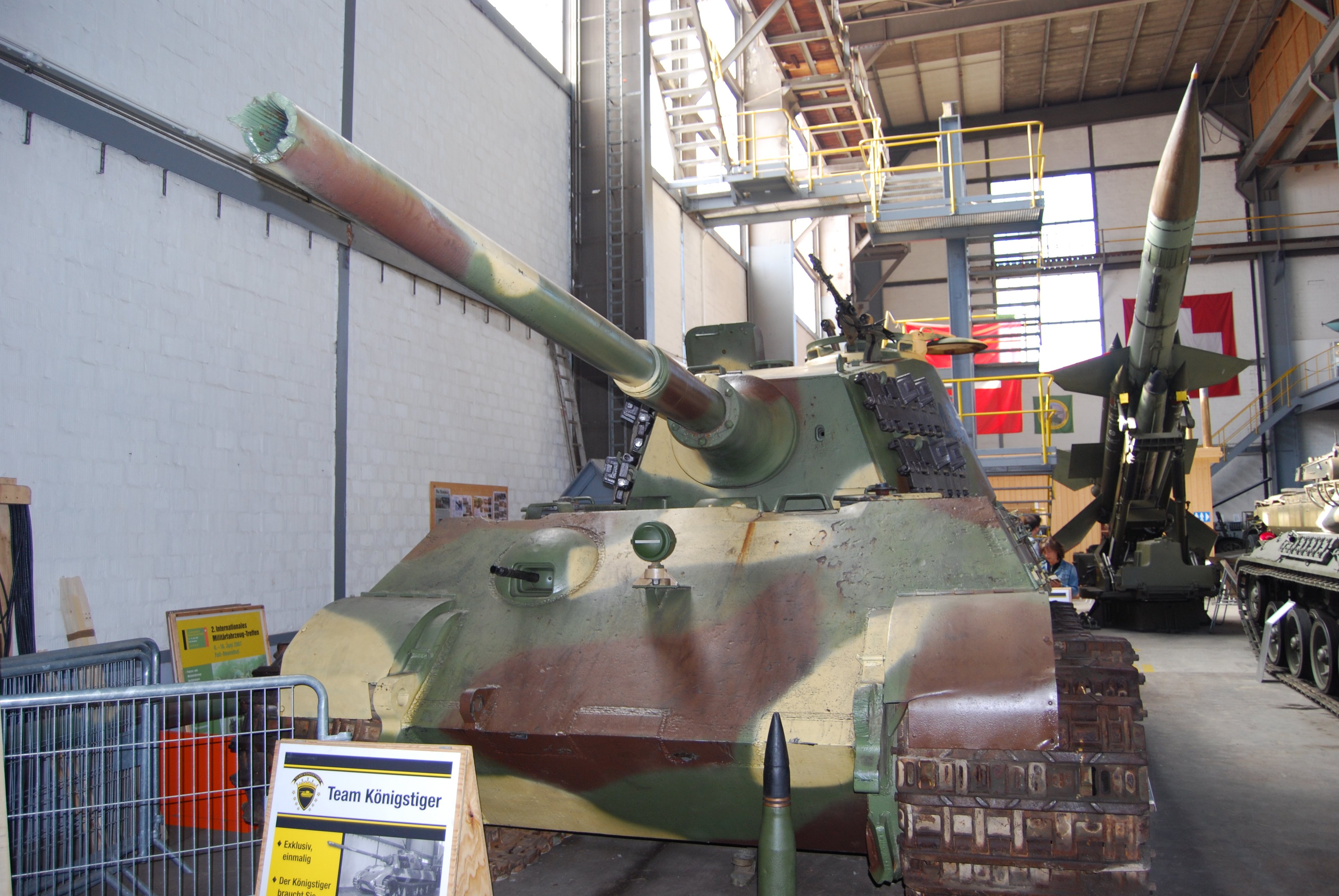
Königstiger au "Swiss Military Museum"
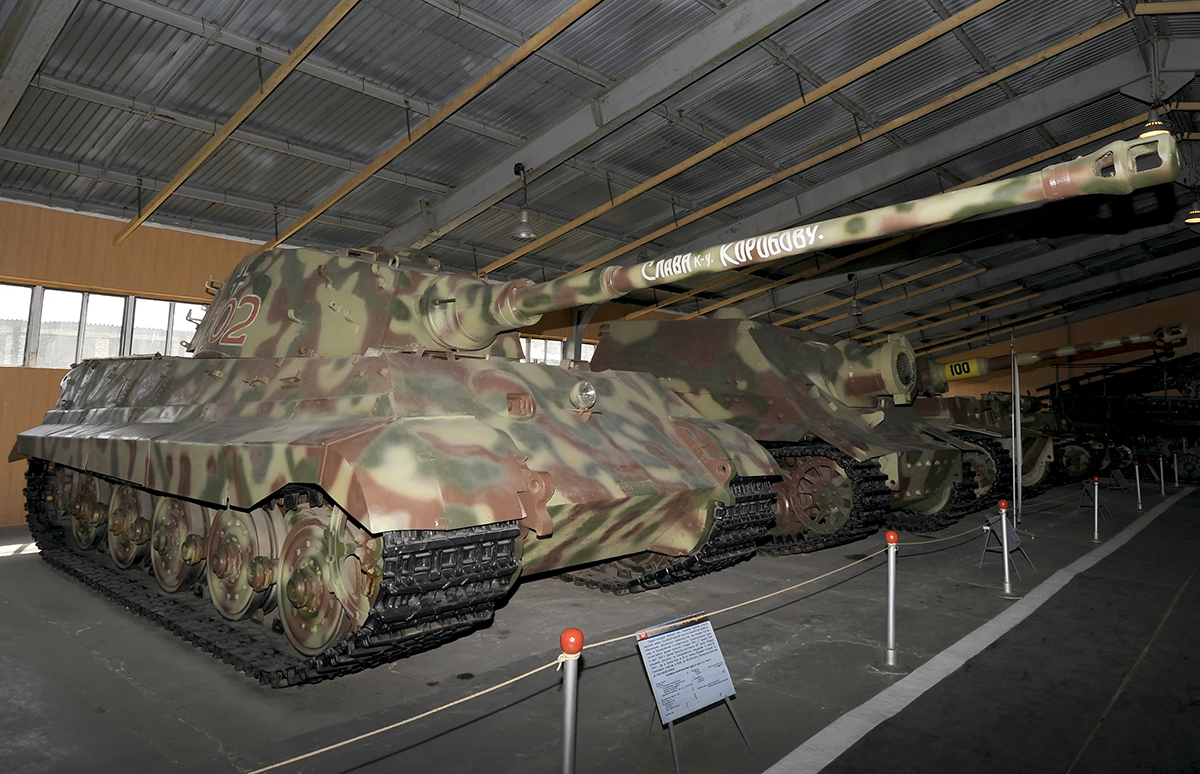
Tiger II au musée de Kubinka avec l'inscription sur le canon "Glory to the Captain Korobov!"
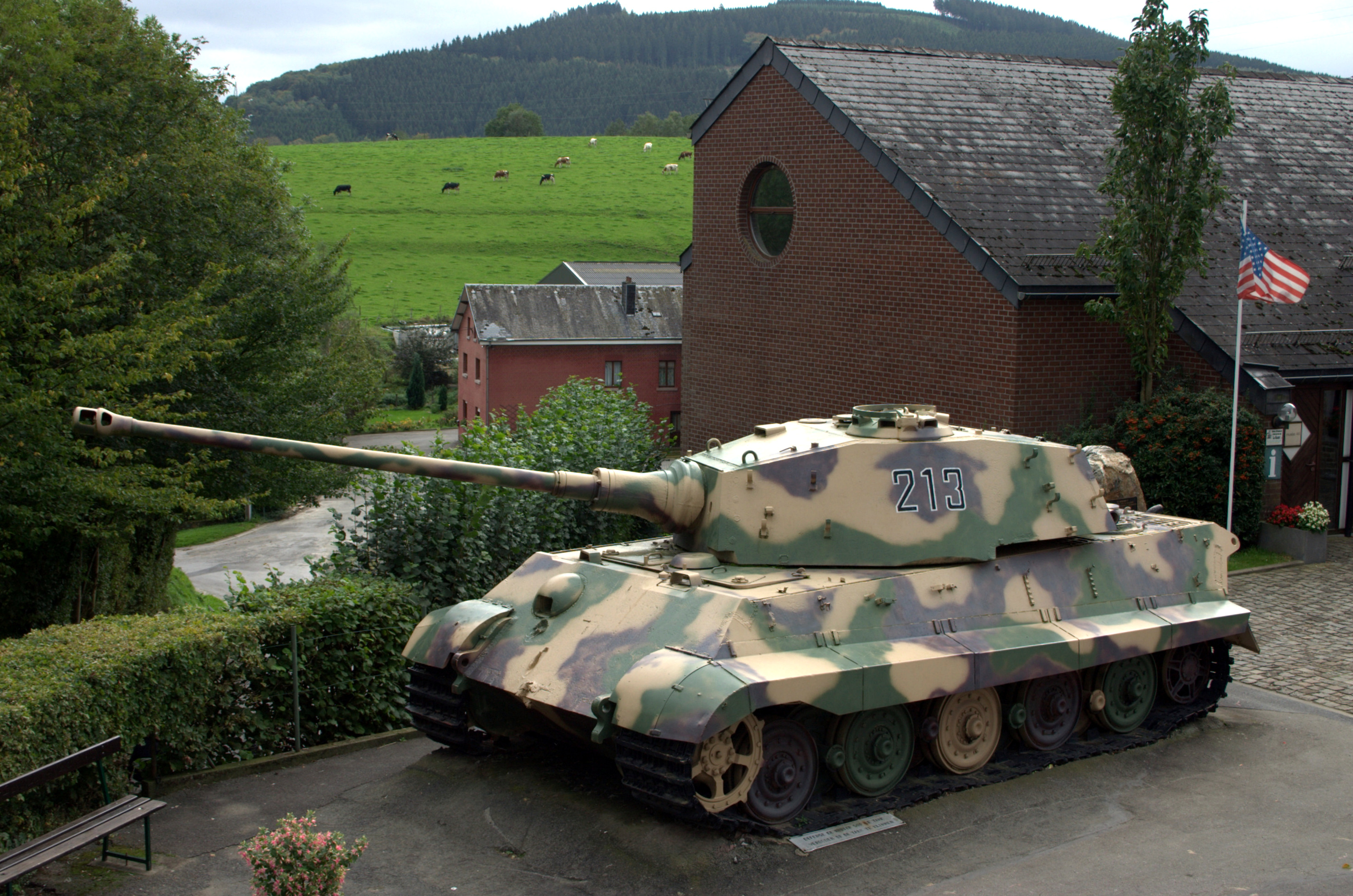
King Tiger au musée « Décembre 44 » de La Gleize